# 中華民国憲法増修条文
中華民国憲法増修条文（ちゅうかみんこくけんぽう ぞうしゅうじょうぶん）は、中華民国（台湾）の民主化を進めるために制定された中華民国憲法の修正条項である。1991年5月1日に制定され、その後6回改正されている。本条文の制定を含め、民主化以後の台湾では、合計7回の憲法改正が行われている。
憲法増修条文以前に動員戡乱時期臨時条款が、中国国民党独裁を維持するため38年間も存続し、その改正も行われた。臨時条款は本来、その名の通り臨時処置として導入されたことから、今日の台湾では、憲法改正の回数に臨時条款の制定や改正を含めない。